# イーロードゥ県
イーロードゥ県（ஈரோடு மாவட்டம் ; Erode District）は、インド南部のタミル・ナードゥ州に属する30の県の一つ。県庁所在地はイーロードゥ。

## 概要
2001年の国勢調査では、面積7004平方キロメートル、人口258万1500人、人口密度は369人/km2。
東は北から順にセーラム県、ナーマッカル県、カルール県に、南はティンドゥッカル県に、西はコーヤンブットゥール県、北西はニーラギリ県に接している。北はカルナータカ州である。
東の県境はカーヴィリ川であり、パヴァーニ川、ノイヤル川などカーヴィリ川に注ぐ河川が東から西に流れている。

## 歴史
1979年8月31日にペリヤール県としてコーヤンブットゥール県から分立して誕生、1996年に現在の県名に変更した。

## 行政区分

### 郡
イーロードゥ県は、以下の7つの郡（タミル語 வட்டம் 「円」 ; 英訳 taluk）に区分けされている。
- パヴァーニ郡（பவானி ; Bhavani）
- イーロードゥ郡（ஈரோடு ; Erode）
- サトヤマンガラム郡（சத்யமங்கலம் ; Sathyamangalam）
- コービセッティパーライヤム郡（கோபிசெட்டிபாளையம் ; Gobichetipalayam）
- ペルンドゥライ郡（பெருந்துறை ; Perundurai）
- カーンゲーヤム郡（காங்கேயம் ; Kangayam）
- ターラープラム郡（தாராபுரம் ; Dharapuram）

### 区
イーロードゥ県は、以下の20の区（英訳 block）に区分けされている。
- アンマーッペーッタイ区（அம்மாப்பேட்டை ; Ammapettai）
- アンディユール区（அந்தியூர் ; Anthiyur）
- トゥーッカナーヤッカンパーライヤム区（தூக்கநாயக்கன்பாளையம் ; T.N.Palayam）？
- ターラヴァーディ区（தாளவாடி ; Talavadi）
- パヴァーニ区（பவானி ; Bhavani）
- コービセッティパーライヤム区（கோபிசெட்டிபாளையம் ; Gobichetipalayam）
- サトヤマンガラム区（சத்யமங்கலம் ; Sathyamangalam）
- パヴァーニサーガル区（பவானிசாகர் ; Bhavanisagar）
- イーロードゥ区（ஈரோடு ; Erode）
- ペルンドゥライ区（பெருந்துறை ; Perundurai）
- ナンビユール区（நம்பியூர் ; Nambiyur）
- コドゥムディ区（கொடுமுடி ; Kodumudi）
- モダックリッチ区（மொடக்குறிச்சி ; Modakkurichi）
- センニマライ区（சென்னிமலை ; Chennimalai）
- ウーットゥックリ区（ஊத்துக்குளி ; Uthukuli）
- ヴェッラッコーイル区（வெள்ளக்கோயில் ; Vellakovil）
- カーンゲーヤム区（காங்கேயம் ; Kangayam）
- クンダーダム区（குண்டாடம் ; Kundadam）
- ムーラヌール区（மூலனூர் ; Mulanur）
- ターラープラム区（தாராபுரம் ; Dharapuram）

## 県出身の著名人
- E・V・ラーマサーミ（ஈ. வெ. ராமசாமி நாயக்கன் ; தந்தை பெரியார்）：政治家。
- シュリーニヴァーサ・アイヤンガール・ラーマーヌジャン（சீனிவாச ஐயங்கார் ராமானுஜன்）：数学者。